# (32793) 1989 TQ15
1989 TQ15 (asteroide 32793) é um asteroide da cintura principal. Possui uma excentricidade de 0.20546300 e uma inclinação de 2.36728º.
Este asteroide foi descoberto no dia 3 de outubro de 1989 por Henri Debehogne em La Silla.